# Syfania taipeishani
Syfania taipeishani là một loài bướm đêm trong họ Noctuidae.